# Mongoloraphidia (Mongoloraphidia) pakistanica
Mongoloraphidia (Mongoloraphidia) pakistanica is een kameelhalsvliegensoort uit de familie van de Raphidiidae. De soort komt voor in Pakistan.
Mongoloraphidia (Mongoloraphidia) pakistanica werd voor het eerst wetenschappelijk beschreven door H. Aspöck & U. Aspöck in 1978.